# Riccardo Malipiero
Riccardo Malipiero, född den 24 juli 1914 i Milano i Italien, död den 27 november 2003 i Milano, var en italiensk kompositör och musikskriftställare. Han var brorson till Gian Francesco Malipiero.

## Biografi
Malipiero var son till cellisten Riccardo Malipiero och studerade pianospel vid konservatoriet i Milano, där han tog examen 1932. Han studerade sedan komposition vid konservatoriet i Turin, där han avlade en examen 1937 och fortsatte vidare med studier i komposition med sin farbror Gian Francesco Malipiero.
Från 1935 till 1947 var han lektor vid Liceo Musicale "Vincenzo Appiani". År 1979 började han på musikfakulteten vid konservatoriet i Varese där han undervisade i många år.
Malipieros tidiga verk komponerades med hjälp av en fri atonalitet. År 1945 började han använda tolvtonstekniken i sina kompositioner och blev en av pionjärerna i Italien inom denna musikstil. Han fortsatte tolvtonslinjen från Schönberg i symfoniska, kammarmusikaliska och vokala kompositioner.
Malipiero förespråkade också tolvtonstekniken i artiklar, som han bidrog med i italienska musiktidskrifter, böcker, och i sina föreläsningar. År 1949 organiserade han den första kongressen av tolvtonsmusik i Milano som besöktes av sådana viktiga kompositörer som John Cage, Luigi Dallapiccola, Karl Amadeus Hartmann, René Leibowitz, Bruno Maderna och Camillo Togni.
År 1969 representerade Malipiero Italien på Unescos 7:e kongress i Moskva. Han belönades med guldmedalj av staden Milano 1977 och av staden Varese 1984.